# Гопинатх Кавирадж
Гопинатх Кавирадж (хинди गोपीनाथ कविराज; англ. Gopinath Kaviraj; 7 сентября 1887, Дхамрай, Бенгальское президентство — 12 июня 1976, Варанаси) — индийский санскритолог, индолог, философ
, пандит, редактор.

## Биография
Окончил английскую школу, затем учился в Дакке. В 1906 году продолжил обучение в Джайпуре (Раджастхан), выбрав это место как свободное от малярии, которой он ранее заразился. Через четыре года, получив степень бакалавра, отправился в Варанаси, где учился в Куинс-колледже (Санскритский университет).
В 1914 году был назначен библиотекарем, позже директором правительственного колледжа санскрита в Варанаси (1923—1937), преподавал санскрит.
Редактировал Сарасвати Бхавана Грантхамала (известные, как Тексты Сарасвати Бхаваны), серию изданий научных текстов на санскрите. В 1937 году уволился с работы из-за болезни бери-бери.
Будучи Грихастха-гуру передавал духовные учения, а также индийскую культуру и знания в своем собственном доме.
В 1934 году правительство Индии в знак признания его выдающихся познаний присвоило ему почётный титул «Махамахопадхьяя» (Величайшего Учителя, или «великого учителя великих»).
В 1965 году получил премию Сахитья Академи литературной академии. В том же году он был удостоен Падма вибхушан, второй из высших гражданских государственных наград Индии. В 1971 году ему была присуждена стипендия Сахитья Академи, высшая литературная награда, присуждаемая Сахитья Академи, Национальной академией литературы Индии.

## Избранные публикации
- Bhartiya Samskriti Aur Sadhana
- Tantric Vangmaya mein Saktadrsti
- Tantric Sadhana Aur Siddhant
- Sri Krisna Prasanga
- Kashi Ki Saraswat Sadhana
- Patravali
- Sva Samvedan
- Akhanda Mahayoger Pathe
- Visuddhananda Prasanga
- Tantrik Sahitya
- Sadhu Darshan Evam Sat Prasanga

Помимо трудов на санскрите, опубликовал ряд работ на бенгали , хинди и английском, в том числе о шактианской философии в «Истории философии Востока и Запада», «Библиографию литературы Ньяя Вайшешики» и «Аспекты индийской мысли» .